# Gréement bermudien

Schéma d’un sloop marconi.

Le gréement bermudien est un type de gréement de voilier développé aux Bermudes au xviie siècle et dont la caractéristique notable consiste en une grand-voile triangulaire comme unique voile d’arrière et dont le point culminant est le point de drisse au sommet du guindant.
L’appellation gréement Marconi apparut au xxe siècle comme synonyme à bermudien, bien qu’elle ne désigne que la manière de soutenir un mât à l’aide d’une série de haubans fixés autour de celui-ci. Elle fait référence à Guglielmo Marconi, qui contribua au développement de la télégraphie sans fil, car le type d'étayage du gréement bermudien rappelle les antennes radio soutenues verticalement par cette même série de câbles.

## Technique

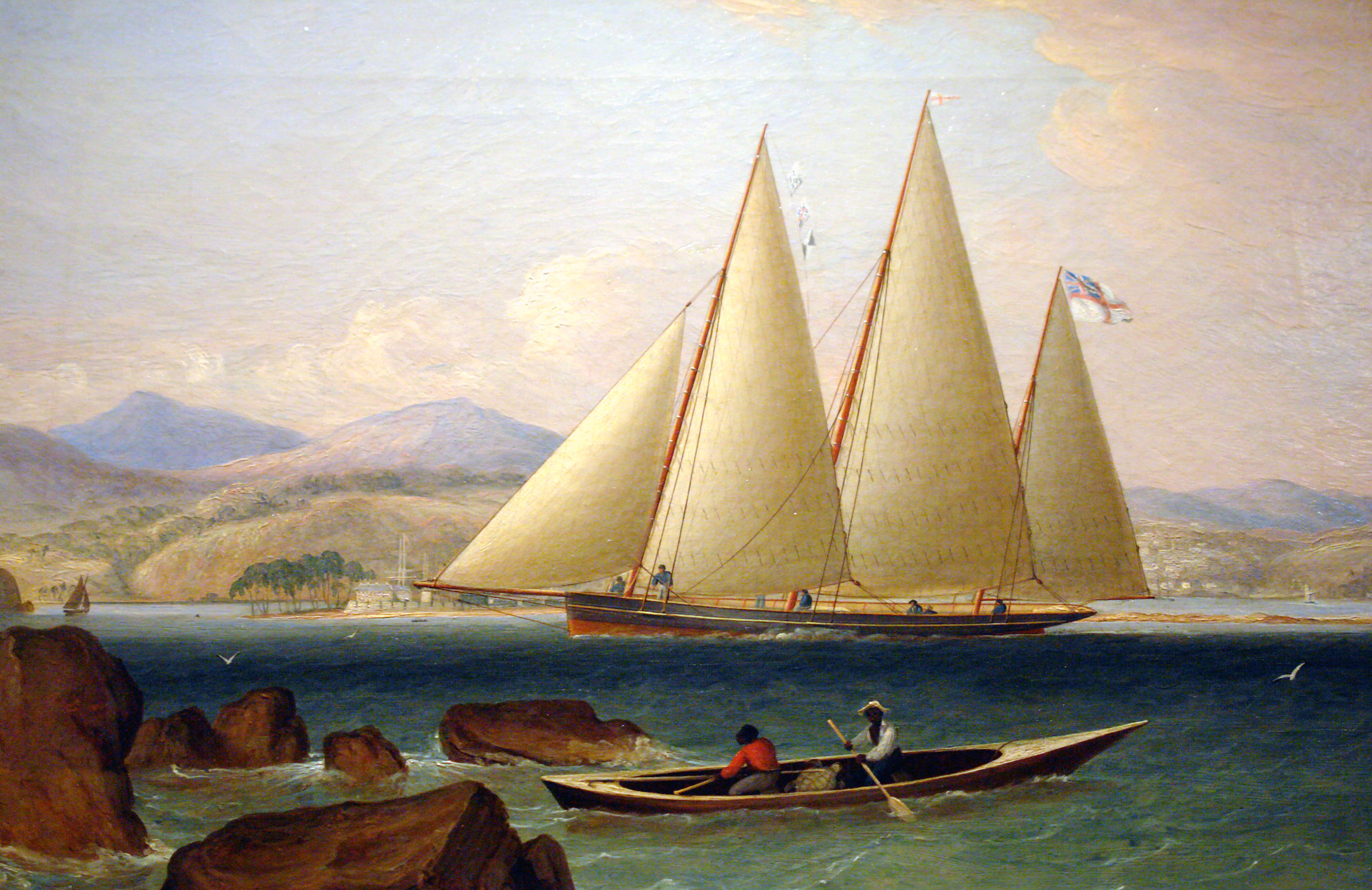
Un trois-mâts marconi de la Royal Navy vers 1831.

Le gréement bermudien arbore une grand-voile triangulaire, dont le point le plus haut est attaché en tête de mât et le guindant est endraillé au mât sur toute sa longueur.
Développé d’abord pour les petits bateaux bermudiens, le système fut ensuite adapté au sloop bermudien pour la haute mer. Son maniement aisé lui a permis de remplacer le gréement aurique alors prédominant. Les premières unités arboraient des mâts à la quête prononcée, de longs beauprés et des bômes pouvant dépasser le tableau arrière, supportant une importante surface toilée.
Bien que le gréement bermudien n’inclue pas forcément une bôme, un tel espar est présent sur la plupart des bateaux de ce type. La bordure de la grand-voile peut y être enraillée, ou non.
Un voilier bermudien est appelé sloop s’il porte une seule voile d’avant (hormis un spinnaker aux allures portantes), cotre s’il en porte deux.

## Historique

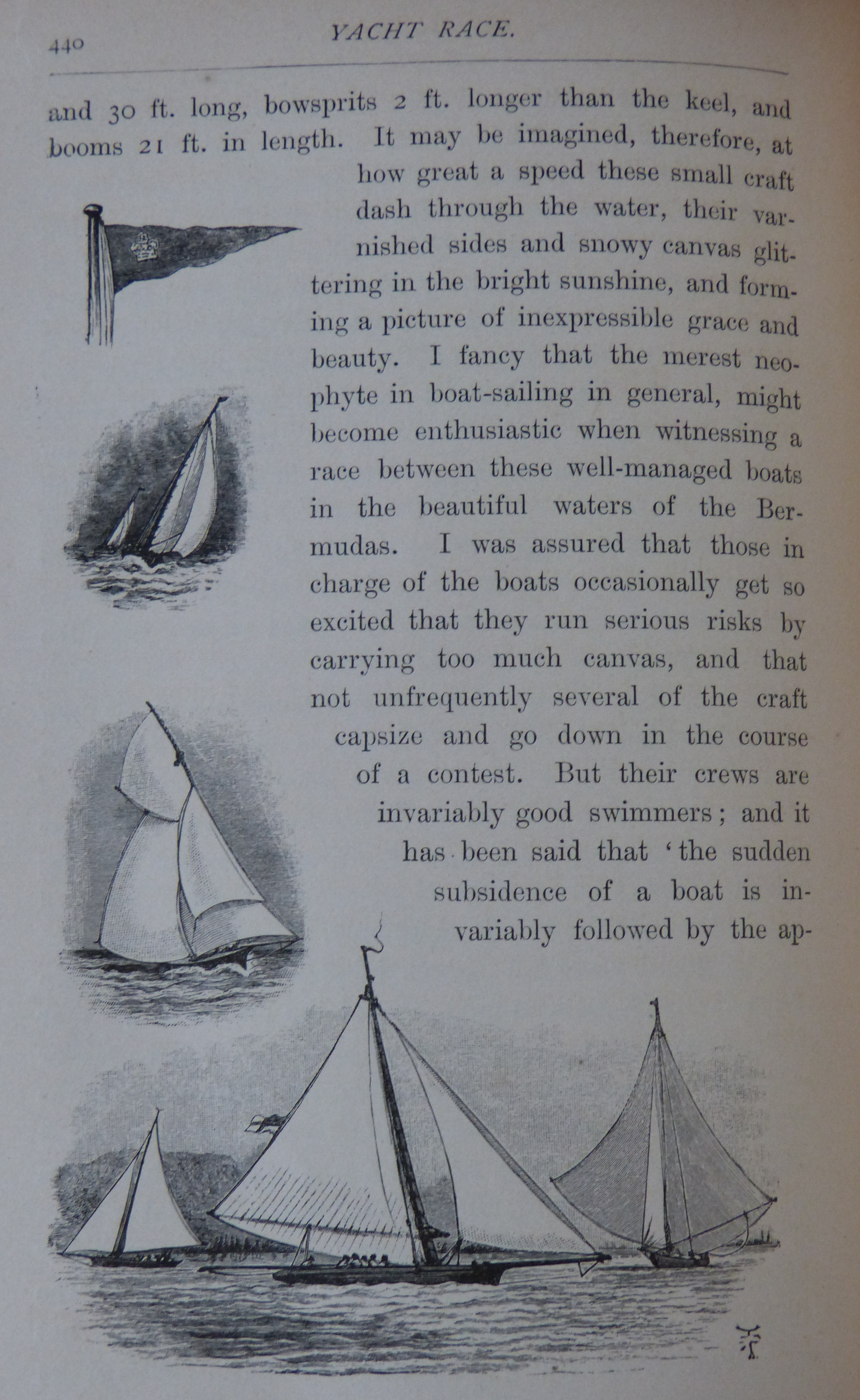
Bermudes bateaux voile de course de Anna Brassey 1883

Le gréement bermudien s’est développé aux Bermudes au cours des XVIIe et XVIIIe siècles, où la capacité à remonter le vent était primordiale pour naviguer d’une île à l’autre par les vents d’ouest dominants. Lorsque l’archipel se tourna vers une économie principalement maritime, à la dissolution de la Compagnie des îles Somers (en) en 1684, le gréement fut adapté aux croiseurs océaniens, les sloops bermudiens (en).
La grand-voile triangulaire serait dérivée de la voile latine, que l’Espagne aurait introduit aux Pays-Bas lorsqu’elle occupait ce pays. Les livardes auraient été progressivement redressées jusqu’à remplacer les mâts. Le capitaine John Smith rapporte que le capitaine Nathaniel Butler, gouverneur des Bermudes de 1619 à 1622, avait embauché un constructeur naval néerlandais, Jacob Jacobsen, dont la frégate avait fait naufrage sur l’archipel. Le succès des unités qu’il y construisit aurait rapidement poussé ses concurrents à l’imiter.
Au XXe siècle, la plupart des voiliers construits étaient équipés d’un gréement bermudien, la plupart du temps moins extrême que le gréement original : les mâts se firent plus courts et verticaux, les beauprés disparurent et la surface toilée diminua.